# Isocirrus planiceps
Isocirrus planiceps är en ringmaskart som först beskrevs av M. Sars in G.O. Sars 1872.  I den svenska databasen Dyntaxa används istället namnet Isocirrus planipes. Isocirrus planiceps ingår i släktet Isocirrus och familjen Maldanidae. Arten är reproducerande i Sverige. Inga underarter finns listade i Catalogue of Life.